# Попова, Елена Георгиевна
Елена Георгиевна Попова (12 октября 1947) — белорусский и русский драматург и прозаик.

## Биография
Родилась 12 октября 1947 г. в Лагтце (ПНР) в семье военного журналиста. С 1950 г. живёт в Минске. Окончила факульт журналистики Белорусского университета. В 1973 году окончила Литинститут. Работала в 1967—68гг. радиожурналистом, литературным сотрудником в Сургуте, в 1968—70гг. секретарем-машинисткой в газете, ассистентом режиссёра на студии «Беларусьфильм» в 1973— 77гг., заведующей литчастью в 1975 году в театре им. Я. Купалы.
Дебютировала в 1973 году как прозаик. Член СП СССР с 1979 года. Член редколлегии журнала «Немига литературная» с 1999 года.
В 2002 г. включена в энциклопедию «2000 выдающихся европейцев 21 века» (Англия). С 2010 года её пьесы включены в учебную программу для общеобразовательных учреждений Беларуси. Многие пьесы переведены на немецкий, английский, японский, польский, белорусский языки.

### Пьесы
- 1999 г. Антология «Восточные обещания», Лондон, пьеса «Баловни судьбы».
- 1992 г. «Истории странного мира», три маленькие пьесы
- 1994 г. «Отплытие на остров Кифера»
- 2007. Сборник «Зарубежная пьеса», Токио, пьеса «Нужен муж для Поэтессы»
- 2007 г. Антология «Современное русское зарубежье. Драматургия», Москва, пьеса «Прощание с Родиной».
- 2011 г. Антология «Новая белорусская драматургия», Варшава, пьеса «Завтрак на траве».
- Пьесы публиковались в журналах «Театр» и «Современная драматургия».
- Эй, или как одноглазый ёжик и крот шли на дискотеку, пьеса — 2003 г. журнал «Арлекин» (2004 г.) (сборник «Я вхожу в мир искусства», Москва 2005 г.)
- «День ангела», пьеса — 2013 г.
- Тонущий дом, пьеса — 2005. журнал «Современная драматургия» (2007 г.)
- Психолог, пьеса-триллер в одном акте — 2006 г.
- Счастье, пьеса, — 2007 г.

### Проза
- 1979 г. Златая чаша, драма
- 2000 г. Журнал «Знамя», Москва, роман «Восхождение Зенты», лонг-лист премии Букера.
- 2001 г. Журнал «Знамя», Москва, роман «Большое путешествие Малышки».
- 2004г Журнал «Знамя», Москва, роман «Седьмая ступень совершенства» (Шорт-лист премии Аполлона Григорьева)
- 2008 г. Журнал «Дом Ростовых», Москва, роман «Пузырек воздуха в кипящем котле».
- 2013 г. «Вне зоны действия сети», драма

### Книги
- «Объявление в вечерней газете» сборник пьес, Минск, издательство «Мастацкая

літаратура», 1989 г.
- «Прощание с Родиной» сборник пьес, Минск, издательство «Мастацкая літаратура», 1999 г.
- «Восхождение Зенты» романы, Минск, Мастацкая літаратура", 2007 г.
- «Удивительные приключения мальчика, который не называл своего имени», Минск, «Мастацкая літаратура», 2012 г.
- «Три дамы в поисках любви и смерти» повести и романы, Минск, «Мастацкая літаратура», 2014.

### Постановки
- Площадь Победы, драма, — 1971-1974 г., переведена на белорусский язык. Третья премия на всесоюзном конкурсе о молодом современнике, первая республиканская — 1975 г. Ленинградская (драматическая студия (вторая половина 80-х), Витебский академический театр им. Якуба Коласа (2005 г.)реж. Виталий Барковский, журнал «Театр» (1984 г.).
- Скорые поезда, пьеса, переведена на белорусский язык., — 1973—1977. Витебский академический театр им. Якуба Коласа (1978 г.) реж. Валерий Раевский, Русский театр г. Фрунзе (1978 г.).
- Тихая обитель, пьеса (1976—1977)- Санкт-Петербург, Малый драматический театр (1979 г.) реж. Ефим Падве, Брестский драматический театр (1983 г.), реж. Александр Дольников.
- Объявление в вечерней газете, пьеса — (1978—1979), Русский драматический театр им. Горького г. Минска (1982 г.) реж. Николай Пинигин, московский театр-студия (середина 80-х) реж. Анна Каменская.
- Жизнь Корицына, пьеса, — 1982 г., переведена на белорусский язык. Первый состав Минского молодёжного театра (1985 г.) реж. Николай Трухан, дипломный спектакль бел. Театрально-художественного института, бел. академический театр им. Янки Купалы г. Минск (вторая половина восьмидесятых) реж. Николай Пинигин.
- Нужен муж для Поэтессы, комедия — 1986-1987 г., переведена на белорусский, японский языки. Академический театр им. Янки Купалы (2002 г.) реж. Владимир Савицкий, Драматический театр г. Гродно (2004 г.) реж. Владимир Савицкий, драмтеатр г. Молодечно (2006 г.) реж. Виталий Барковский, Смоленский драм. театр (2009.) реж. Виталий Барковский. Входит в сборник «Зарубежная пьеса» Япония, Токио (2007 г.) Представлена японскими театральными коллективами в Токио и Осаке на днях белорусского театра (2005 г.).
- Маленькие радости живых, драма — 1988 гг., переведена на белорусский, немецкий языки. Академический театр им. Якуба Коласа г. Витебска (середина 90-х), театр г. Дрездена Дрезднер Бреттл (1997 г.). Журнал «Современная драматургия» (1990 г.).
- Баловни судьбы, драма — 1992, переведена на немецкий, английский языки. Первая премия на Первом европейском конкурсе пьес в ФРГ (Кассель, 1994 г.). Входит в антологию «Восточные обещания» (Лондон, 1999 г.). журнал «Современная драматургия» (1994 г.)., Московский театр им. Пушкина (1995 г.) реж. Елена Долгина, Русский театр г. Таллинна.(1995 г.), Русский театр им. Горького г. Минска (1997 г.) реж. Виталий Барковский, спектакль принимал участие в Боннском биенале «Новая пьеса Европы» 1998 г. *Радиоспектакль по пьесе прошёл по швейцарскому и немецкому радио.
- ень Корабля, пьеса — 1995 г., переведена на белорусский язык. Витебский Академический театр им. Якуба Коласа (1999 г.) реж. Виталий Барковский. Журнал «Современная драматургия» 1996 г.
- Ал-ла-ла-ум!, комедия 1996 г. Драм. Театр г. Могилева, (2001 г.) реж. Владимир Савицкий.
- Прощание с Родиной, пьеса 1997 г., переведена на белорусский язык. Республиканский театр белорусской драматургии г. Минска (1999 г.) реж. Осипов., Театр г. Могилева (начало 2000-х).
- Завтрак на траве, пьеса — 1986—1998, номинант премии Антибукер-2000, переведена на польский язык. Русский театр им. Горького г. Минска (2003 г.) реж. Виталий Барковский. Вышла в антологии «Новая белорусская пьеса», Варшава 2011 г.
- Странники в Нью-Йорке, пьеса — 1998—1999, переведена на белорусский язык. Академический театр им. Янки Купалы (2000 г.), реж. Виталий Барковский, республиканский театр белорусской драматургии(2009 г.), реж. Алла Полухина (Журнал «Немига» (1999 г.).
- Приключения Крошки-вируса, пьеса-сказка — (90-е). Минский молодёжный театр (2002 г.) реж. Виргиния Тернаускайте.
- Блиндаж, пьеса — 2004 г., переведена на белорусский язык. Более двадцати молодёжных коллективов России, Белорусский театр юного зрителя г. Минск (2009 г.) (сборник «Я вхожу в мир искусства», Москва 2005 г.)
- Маленький мир, пьеса — 2007 г., переведена на белорусский язык. Драмтеатр Молодечно (2008 г.) реж. Алла Полухина., академический театр им. Якуба Коласа, Витебск (2011 г.), реж. Татьяна Седова.
- Домой, драма — 2007 г., переведена на белорусский язык. Витебский академический театр им. Янки Купалы (2008 г.) реж. Виталий Барковский, Гран-при фестиваля «Смоленский ковчег» 2008 г.
- Этюды любви драма — 2010 г. Смоленский театр — 2011 г. режиссёр Виталий Барковский. Гран-при фестиваля Смоленский ковчег 2012 г. спектакль был показан на Украине, в Белоруссии, Польше и Швеции.
- Листапад. Андерсен, пьеса, белорусский академический театр им. Янки Купалы (2012 г.), реж. Николай Пинигин.

## Семья
- Муж Нестеров, Григорий Абрамович, художник
- Сын Алексей Григорьевич Нестеров, художник и поэт